# Забіла Пармен Петрович
Забіла Пармен Петрович (9 серпня 1830, Монастирище — 25 лютого 1917, Лозанна) — російський скульптор, академік Імператорської Санкт-Петербурзької академії мистецтв.

## Життєпис
Походив з українського шляхетського роду Забіл. Народився 9 серпня 1830 року у містечку Монастирище Ніжинського повіту Чернігівської губернії (тепер село Ічнянського району Чернігівської області).
У 1840—1850 роках навчався в Німецькому училищі Святого Петра («Петрішуле»), у 1850—1857 роках — у 1-й Київській гімназії та Імператорській академії мистецтв у Санкт-Петербурзі. У 1854—1862 роках. Продовжував навчання в Італії (Рим, Флоренція). Після повернення до Російської імперії жив і працював у Санкт-Петербурзі. З 1869 року — академік Імператорської академії мистецтв. Після того, як важко захворів, Пармен Забіла перебрався за кордон, де він мешкав до самої смерті у 1917 році у Лозанні (Швейцарія).

## Творчість
Працював у жанрах скульптурного портрета і монументальної скульптури. Основні твори: погруддя Т. Шевченка (1869, 1872 роки), М. Ге (1873 рік), І. Тургенєва, М. Некрасова (обидва — 1878 рік), В. Боровиковського, М. Салтикова-Щедріна (обидва — 1879 рік). Підготував проекти пам'ятників О. Герцену в Ніцці, Франція (1872 рік), О. Пушкіну в Москві (1873 рік), М. Гоголю в Ніжині (1881 рік), М. Ломоносову в Санкт-Петербурзі (1892 рік) та ін.